# Гаркуша, Роман Григорьевич
Роман Григорьевич Гаркуша (бел. Раман Рыгоравіч Гаркуша; род. 2 июня 1984, Минск) — белорусский футболист, защитник.

## Карьера

### Начало карьеры
Воспитанник борисовского БАТЭ. В 2002 году выступал за дублирующий состав борисовчан. В 2003 году перешёл в «Дариду». Дебютировал за клуб 18 апреля 2003 года в матче Высшей Лиги против «Гомеля». Провёл за основную команду лишь 5 матчей. Затем в 2004 году перешёл в «Звезду-ВА-БГУ» где также выступал в сильнейшем дивизионе страны. Был одним из основных игроком основной команды. В 2005 году вернулся в БАТЭ, где стал серебряным призёром чемпионата Беларуси по футболу среди дублёров. Также провёл 10 матчей в чемпионате. В 2006 году перешёл в Берёзу, вместе с которой уже выступал в Первой Лиге. В июле 2006 года сменил клубную прописку и перешёл в несвижский «Верас». Выступал за клуб в период до июля 2009 года, став одним из ключевых игроков клуба.

### «Арарат»
В июле 2009 года перешёл в армянский клуб «Арарат». Дебютировал за клуб 1 августа 2009 года в матче против клуба «Киликия». Стал обладателем Суперкубка Армении 24 сентября 2009 года, обыграв «Пюник». Сам же футболист вышел в стартовом составе и отыграл весь матч. Стал одним из ключевых защитников клуба. Дебютный гол за клуб забил 25 октября 2009 года против ереванского клуба «Бананц». По окончании сезона покинул клуб.

### «Верас» (Несвиж) и «Импульс»
В январе 2010 года стал вернулся в несвижский «Верас». Первый матч сыграл 17 апреля 2010 года против «Слонима». Первый гол забил 8 мая 2010 года в матче против «Руденска». Осенью 2010 года проходил просмотр в «Витебске», однако по итогу не пошёл клубу. Затем в 2011 году последовала еще легионерская попытка в армянский клуб «Импульс». Покинул клуб летом 2011 года из-за расторжения контракта с клубом. Как позже рассказал игрок, руководство армянского клуба решило расстаться с легионерами в клубе и сделать ставку на молодых местных футболистов.

### «Городея»
В августе 2011 года стал игроком «Городеи». Дебютировал за клуб 28 августа 2011 года в матче против клуба «ДСК Гомель». Дебютный гол за клуб забил 1 октября 2011 года в матче против светлогорского «Химика». В январе 2012 года проходил просмотр в узбекистанском клубе «Навбахор». Однако переход игрока не состоялся и в марте 2012 года снова подписал контракт с «Городеей». Первый матч в сезоне сыграл 21 апреля 2012 года против клуба «Берёза-2010». Первый гол забил 22 сентября 2012 года в матче против «Руденка». В 2013 году продолжил выступать за клуб. В матче 29 июня 2013 года против пинской «Волны» в концовке второго тайма футболист почувствовать недомогание и бригадой скорой помощи был доставлен в больницу. После осмотра врача был поставлен предварительный диагноз «гипотония неизвестного происхождения» (значительное снижение артериального давления), а на следующий день сообщили, что состояние футболиста нормализовалось.

### «Сморгонь»
В августе 2013 года перешёл в «Сморгонь». Дебютировал за клуб 17 августа 2013 года в матче против «Городеи». К сезону 2014 года продолжал тренироваться со сморгонским клубом. Стал одним из ключевых игроков клуба. За полтора года вышел на поле 34 раза. В январе 2015 года покинул клуб. Затем в период с 2015 по 2017 года выступал в клубе из Второй Лиги «Виктория». В 2018 году закончил профессиональную карьеру футболиста.

## Достижения
«Арарат»
- Обладатель Суперкубка Армении — 2009